# 阿那希特·巴西格揚
阿那希特·巴西格揚（1994年3月3日—）是一名亞美尼亞游泳運動員，曾代表國家參加2012年倫敦奧運的100公尺仰式比賽，並未獲得獎牌。